# Alain Belviso
Alain Belviso, né le 4 juillet 1963 à Roquevaire (Bouches-du-Rhône), est un homme politique français militant pour le Parti communiste français.

## Biographie
Il est élu avec seulement 20 voix d'écarts lors d'une élection partielle organisée à la suite de la démission de Jean Tardito le 16 juillet 1998. Il est alors le second adjoint de Tardito à la mairie d'Aubagne, il resta conseiller municipal de la ville jusqu'en 2011. Le député-sortant milite ouvertement pour son élection, et conserver la mainmise de la gauche sur cette circonscription, bien que Libération désigne Belviso comme « un pur apparatchik sans charisme ».
Son adversaire Bernard Deflesselles conteste le résultat. Le 3 février 1999, le Conseil Constitutionnel annule l'élection pour fraude électorale. Une nouvelle élection partielle est organisée. Il perd, victime de la polémique. La circonscription bascule alors à droite avec Deflesselles.
En 2001, il est élu président de la Communauté d'agglomération du pays d'Aubagne et de l'Étoile.
En 2011, en raison de son implication dans l'affaire Guérini, il démissionne de tous ses mandats électifs pour travailler comme conseiller dans le privé. En 2021, il est condamné dans le cadre l'affaire Guérini à cinq ans d'inéligibilité mais fait appel.

## Détail des fonctions et des mandats
Mandat parlementaire
- 27 septembre 1998 - 3 février 1999 : Député des Bouches-du-Rhône de la neuvième circonscription des bouches du Rhône